# Federazione cestistica della Moldavia
La Federația de Baschet din Republica Moldova, in romeno, è l'ente che controlla e organizza la pallacanestro in Moldavia.
La federazione controlla inoltre la nazionale di pallacanestro della Moldavia. Ha sede a Chișinău e l'attuale presidente è Stanislav Pineak.
È affiliata alla FIBA dal 1992 e organizza il campionato moldavo di pallacanestro.